# Беттендорф, Эмми
Эмми Беттендорф (нем. Emmy Bettendorf; 16 июля 1895, Франкфурт-на-Майне — 20 октября 1963, Берлин) — немецкая оперная певица (сопрано).
В 1914 г. поступила в труппу Франкфуртской оперы, дебютировав в опере Конрадина Крейцера «Ночной лагерь в Гранаде». В 1916—1920 гг. солистка Шверинской оперы, затем до 1928 г. пела в различных берлинских труппах, гастролировала в Испании и Нидерландах. Затем по состоянию здоровья оставила сцену, однако до 1936 г. интенсивно записывалась, оставив в итоге около 300 записей, выдающих в ней, по мнению новейшего рецензента, одну из лучших певиц своего поколения. Во время Второй мировой войны пела для немецких солдат на Восточном фронте. В 1947—1952 гг. преподавала в Берлине в Городской консерватории.